# 5 juillet 1995
Le mercredi 5 juillet 1995 est le 186e jour de l'année 1995.

## Naissances
- Austin Hays, joueur professionnel américain de baseball
- Danton Heinen, joueur professionnel canadien de hockey sur glace
- Giovanni Simeone, footballeur argentin
- Hyuk, chanteur et acteur sud-coréen
- James Davis, joueur de football équato-guinéen
- Janine Alder, joueuse suisse de hockey sur glace
- Pusarla Venkata Sindhu, joueuse indienne professionnelle de badminton
- Sandro Simonet, skieur alpin suisse
- Youssouf Koné, joueur de football malien
- Zachary Clay, gymnaste canadien

## Décès
- Charles Le Goasguen (né le 4 mai 1920), personnalité politique française
- Christian Calmes (né le 11 juillet 1913), diplomate et historien luxembourgeois
- Foster Furcolo (né le 29 juillet 1911), politicien américain
- Jüri Järvet (né le 18 juin 1919), acteur
- Johan Koren Christie (né le 23 juillet 1909), ingénieur et officier de l'armée de l'air norvégienne
- Ludwig Kaindl (né le 13 décembre 1914), athlète allemand
- Renato Baldini (né le 18 décembre 1921), acteur italien
- Stepan Bakhaïev (né le 2 février 1922), pilote de chasse soviétique, as de la Seconde Guerre mondiale et de la guerre de Corée
- Takeo Fukuda (né le 14 janvier 1905), personnalité politique japonaise
- Tony Larue (né le 18 août 1904), personnalité politique française
- Viktoria Brejneva (née le 11 décembre 1907), Première dame d’URSS de 1966 à 1982

## Événements
- Adoption de la constitution de la République d'Arménie.
- Début de la Copa América 1995
- Création des districts Khamovniki et Sviblovo dans la ville de Moscou